# غلين أنتوني ماي
غلين أنتوني ماي (بالإنجليزية: Glenn Anthony May)‏ هو مؤرخ أمريكي، ولد في 1945.